# Vixen (rap)
Une Vixen (en anglais : Video Vixen) est une figurante qui apparaît dans les clips de rap. Elle participe au mouvement et à la contre-culture rap, en fait partie intégrante et a grandement contribué à son succès.      
Le mot vixen vient de l'anglais dont une des significations est une femme sexuellement attirante.    

## Origine
C'est vers le milieu des années 1980 que la culture hip-hop et le rap qui est son expression musicale s'imposent et deviennent rentables pour l'industrie du disque. Cela correspond aussi à l'émergence de chaînes de télévision entièrement consacrées à la musique et aux clips comme MTV ou MCM. Ces chaînes de télévision apparaissent comme étant l'endroit où on peut voir les clips les plus excitants et c'est sur ces chaînes que les vixens vont s'imposer en passant de simples figurantes à personnages indispensables dans les clips.   
À l'origine, les vixens étaient principalement des femmes afro-américaines considérées comme des accessoires et peu ou pas créditées dans les clips. Dans les années 1990 - 2000, la vixen était une forme de marketing. Elle permettait de faire connaître et d'augmenter les vues des clips de rap. Être entouré de jolies femmes était considéré comme un signe de réussite pour les artistes.    
Les vixens ont aussi aidé à modifier l'image de la beauté en montrant que les femmes noires, aux formes plus généreuses, peuvent aussi être élégantes et désirables. En ceci, elles ont aidé la communauté noire à se sentir mieux considérée.    

## Déclin
Lex vixens ont souvent été invisibilisées, leur travail sous-estimé et ont souvent été les victimes de harcèlement et d'abus sexuels allant jusqu'au viol,. A partir des années 2000 avec l'apparition d'artistes féminines et les changements d'attitude de la société vis à vis des problèmes d'inclusion, de diversité et d'exploitation des femmes, les vixens ont petit à petit cessé d'être considérées comme des femmes objet pour devenir l'égal des rappeurs masculins. Elles ont pris en main leur image.  

## Vixens célèbres
- Soraya Rhazel
- Melyssa Ford
- Karrine Steffans
- Gloria Velez
- Lola Monroe